# Adolf Hölzel
Adolf Hölzel (Olomouc, Moravië, 13 mei 1853 – Stuttgart, 17 oktober 1934) was een Duits kunstschilder van Tsjechische komaf. Hj wordt gezien als een belangrijk wegbereider van het abstract modernisme in Duitsland.

## Leven en werk
Hölzel was de zoon van een uitgever. In 1871 verhuisde de familie naar Wenen, waar hij ging studeren aan de Academie voor Beeldende Kunst. In 1876 continueerde hij zijn studies aan de Kunstacademie te München, waar hij onder invloed kwam van de impressionistische kunstschilder Fritz Von Uhde. Zijn voorkeur voor het impressionisme werd versterkt na een reis naar Parijs.
Van 1888 tot 1905 werkte Hölzel in een kunstenaarskolonie te Dachau, waar zijn stijl geleidelijk abstracter werd. Hij was geïnteresseerd in onderwerpen als de gulden snede en Goethes kleurenleer. Over deze en andere onderwerpen publiceerde hij ook een aantal traktaten, onder andere in ‘Ver Sacrum’, het tijdschrift van de Wiener Secession. Hij ontwikkelde een theorie voor de uitbreiding van de zeskleurige schijf naar de twaalfkleurige chromatische cirkel en had daarmee invloed op de zich aandienende stroming van het Bauhaus.
Vanaf 1906 koos Hölzel volledig voor de abstractie. Kunsthistorisch gezien mag het opmerkelijk heten dat hij reeds in 1906 een schilderij als 'Abstractie in rood' maakte, jaren eerder als vergelijkbare werken van Wassily Kandinsky. In 1914 maakte hij ook een aantal gebrandschilderde ramen voor de fabrieken van Wagner en Bahlsen in Hannover. In 1923 begon hij aan een reeks werken in pastel.
Hölzel stond ook bekend als een belangrijk leermeester voor een hele generatie modernistische jonge kunstschilders. In 1888 richtte hij reeds een eigen kunstschool op te Dachau, waar de Zwitserse artieste Martha Cunz een van zijn leerlingen was. Vanaf 1906 doceerde hij aan de Kunstacademie in Stuttgart. Tot zijn leerlingen behoorden Oskar Schlemmer, Willi Baumeister, Max Ackermann, Hermann Stenner en Johannes Itten. In 1919 ging Hölzel met pensioen. Hij overleed in 1934, op 81-jarige leeftijd.

## Galerij

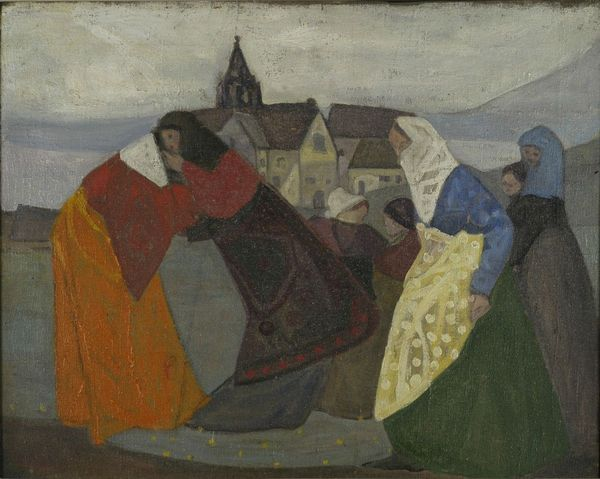
Ontmoeting
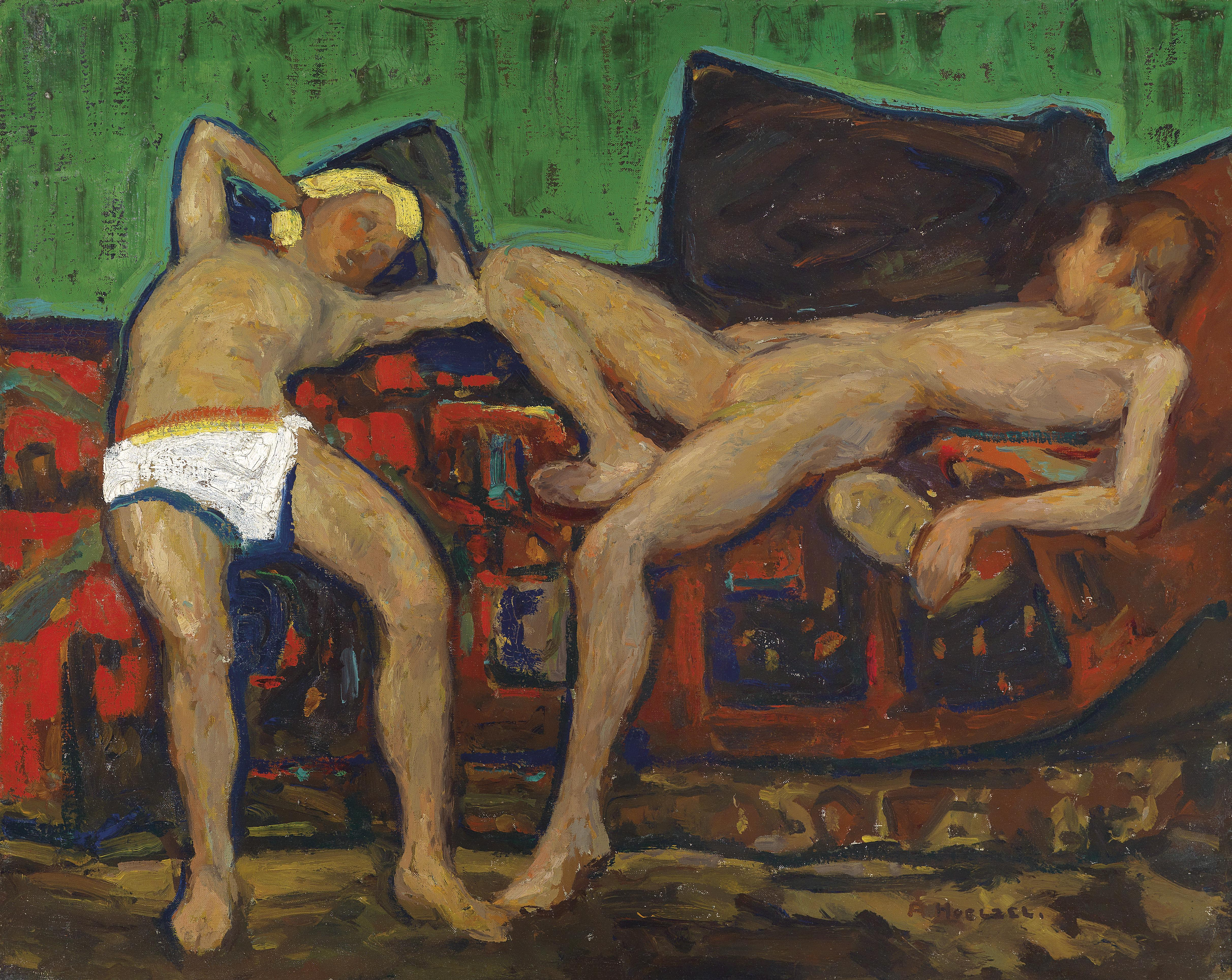
Twee rustende naakten
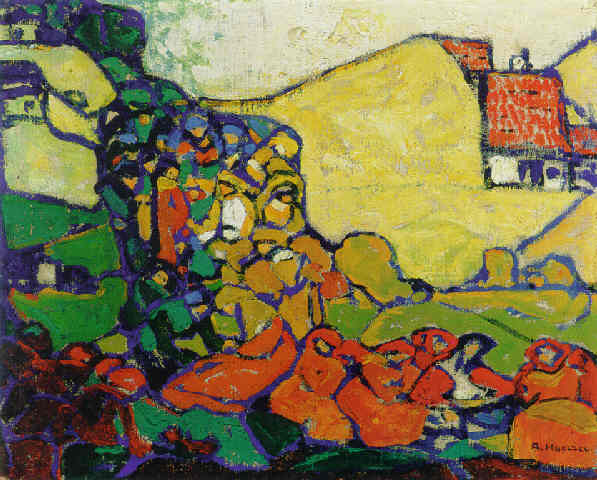
Processie (Wahlfahrt)
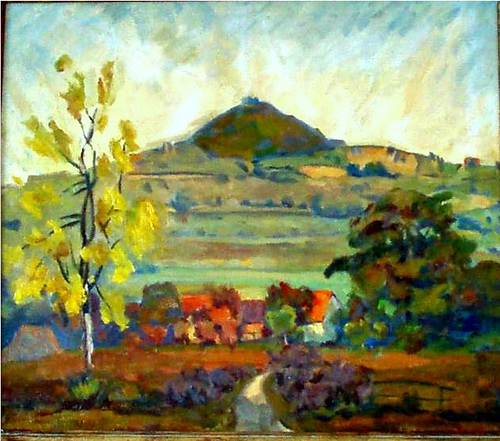
Landschap
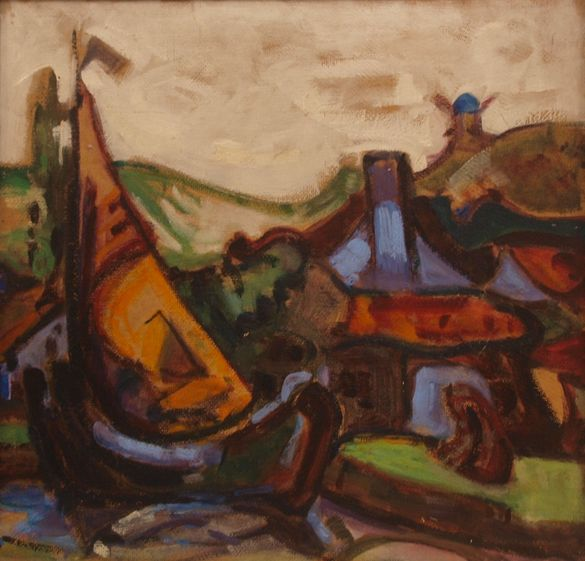
Zeilboot
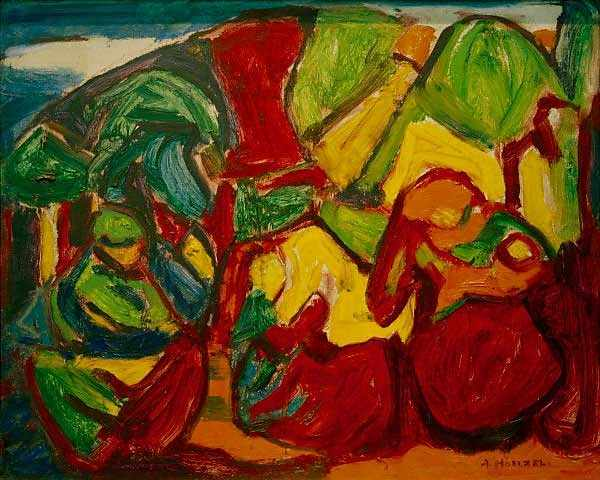
De aanbidding
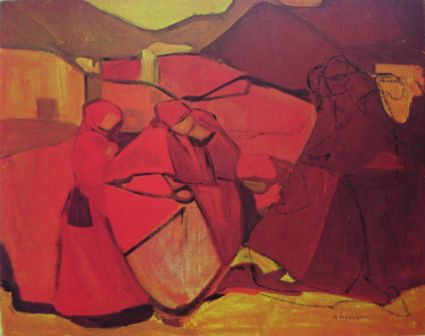
Compositie in rood
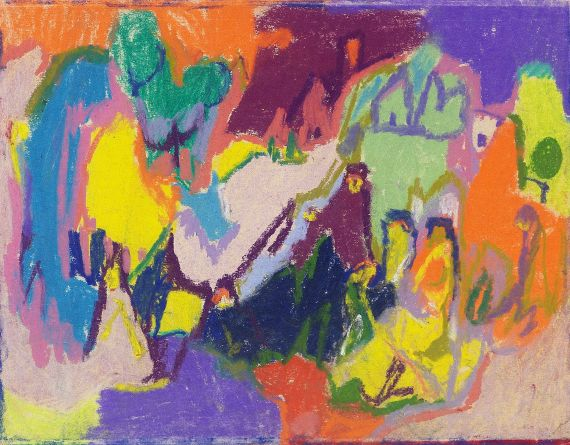
Kleurcompositie
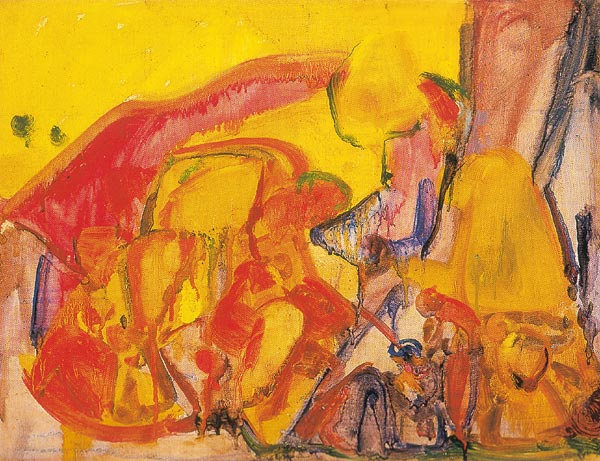
Compositie
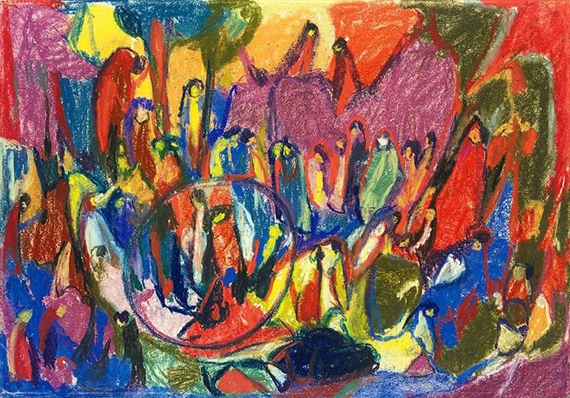
Figuren in landschap